# Dulce Nombre de Culmí
Dulce Nombre de Culmí è un comune dell'Honduras facente parte del dipartimento di Olancho.
Il comune venne istituito il 30 giugno 1898 con parte del territorio del comune di Catacamas.